# Seville (Georgia)
Seville – jednostka osadnicza w Stanach Zjednoczonych, w stanie Georgia, w hrabstwie Wilcox.